# Хамса
Хамса (арап. خمسة, khomsah — пет) блискоисточна је амајлија у облику људске шаке. Сем на Блиском истоку, популарна је и у северној Африци, где је обично у употреби као накит или се качи на зид. Како представља отворену шаку, ова амајлија је коришћена као заштита многих семитских народа од урокљивог ока.
У аврамским религијама, хамса има посебне називе, па је муслимани називају Фатимином (према Мухамедовој ћерки Фатими Захри), Јевреји Мирјамином, а хришћани Маријином руком (према Исусовој мајци). Назив на арапском језику значи пет, јер шака на амајлији има пет прстију — магичан број за старе Семите.
Своје порекло петопрста рука води из Месопотамије. Овај симбол је присутан на артефактима посвећеним асирско-вавилонским богињама Иштар и Инани као општи знак заштите. Код туркијских народа, исту намену има сузолика амајлија назар, док је код хришћана приближни еквивалент крстић, огрлица са симболом ове вероисповести.